# Treietpass
Der Treietpass ist ein Gebirgspass (Passhöhe 1489 m ü. A.) in den Alpen (Ostalpen, Bregenzerwaldgebirge, Kugelgruppe). Er befindet sich in Österreich (Bundesland Vorarlberg) und zwischen der Hohen Kugel und dem First oberhalb der Gemeinde Fraxern auf deren Gemeindegebiet.

## Gewässer
Westlich unterhalb des Treietpass entspringt der Ratzbach, welcher in den Klausbach und dieser in die Frutz mündet. Die Ostseite entwässert in den Kugelbach, Dornbirner Ach und Bodensee.

## Naturschutz
Das Gebiet ist Teil des Naturschutzgebiets Hohe Kugel - Hoher Freschen - Mellental. Die Ostseite ist ein wertvolles Rückzugsgebiet für Wildtiere mit großem Raumbedarf.

## Zustieg
Der Treietpass ist sowohl im Sommer als auch im Winter von Fraxern aus über einen befahrbaren Schotterweg leicht zu erreichen. Direkt westlich befindet sich die Staffelalpe (1495 m ü. A.) und ca. 1 Kilometer nördlich die Kugelalpe (1567 m ü. A.), welche auch auf dem Weg zur Hohen Kugel liegt. Vom Treietpass aus führt auch ein Weg über den Dümelesattel bis zum Hohen Freschen.